# پریپرت
پریپرت (به آلمانی: Priepert) یک شهر در آلمان است که در مکلنبورگیشه زنپلاته واقع شده‌است. پریپرت ۳۰۴ نفر جمعیت دارد.